# 快楽シャワー王国
快楽シャワー王国（かいらくシャワーおうこく）は1996年10月から1999年4月3日までCBCラジオで放送されていた、ココリコがパーソナリティを務めていたラジオ番組である。放送時間は毎週土曜日21:00から23:30まで。

## 概要
お色気番組のような番組名であるが、実際にはそのような要素は基本的に含まれていない。初期はココリコの2人が国を作るという設定で様々なコーナーが作られた。初期～中期は加藤小百合アナウンサーもレギュラー出演。末期には東京のスタジオから放送されることもあった。

## コーナー
- ポエットさん

架空の人物「ポエットさん」の人物像を作り上げていくコーナー。
- 未来の出来事

有名人が未来（主に3日後）に起こす出来事を予言するネタ投稿コーナー。このコーナーでタックイン沢の名前がよくネタに使われていた。
- 玄人（げんじん）の条件

あるものの条件や特徴を3つ挙げるネタ投稿コーナー。3つ目でボケる三段落ちになっている。

## 復活特番
2021年9月2日に、CBCラジオ開局70周年特別番組『伝説の深夜ラジオ復活祭』の第3夜で特番として復活（22:00 - 3日0:00）。